# Garrulax ruficollis
El charlatán cuellirrufo (Garrulax ruficollis) es una especie de ave paseriforme de la familia Leiothrichidae endémica del Himalaya oriental y sus estribaciones.

## Distribución y hábitat
El charlatán colirrufo se encuentra en el Himalaya oriental y sus estribaciones del sureste; distribuido por Bangladés, Birmania, Bután, noreste de la India, Nepal y sur de China.